# عدد چاندراسکار
عدد چاندراسکار(به انگلیسی: Chandrasekhar number) یک عدد بدون بعد است که برای توصیف همرفت مغناطیسی به کار می رود و به صورت نسبت نیروی لورنتس به ویسکوزیته تعریف می شود.این عدد به افتخار اخترفیزیکدان هندی سابراهمانین چاندراسکار نامگذاری شده است.این عدد به صورت زیر تعریف می شود:
{\displaystyle {\frac {1}{\sigma }}\left({\frac {\partial ^{}\mathbf {u} }{\partial t^{}}}\ +\ (\mathbf {u} \cdot \nabla )\mathbf {u} \right)\ =\ -{\mathbf {\nabla } }p\ +\ \nabla ^{2}\mathbf {u} \ +{\frac {\sigma }{\zeta }}{Q}\ ({\mathbf {\nabla } }\wedge \mathbf {B} )\wedge \mathbf {B} ,}
که در این رابطه،{\displaystyle \ Q} نشان دهنده عدد چاندراسکار،{\displaystyle \ \sigma } عدد پرنتل و {\displaystyle \ \zeta } نشان دهنده عدد پرنتل مغناطیسی است.همچنین این رابطه از معادله نویر-استوک نتیجه شده است.